# Psychomorpha
Psychomorpha är ett släkte av fjärilar. Psychomorpha ingår i familjen nattflyn.
Kladogram enligt Catalogue of Life:
| Psychomorpha | \| \| Psychomorpha epimenis \| \| \| \| \| \| Psychomorpha euryrhoda \| \| \| \| |
|              | \| \| Psychomorpha epimenis \| \| \| \| \| \| Psychomorpha euryrhoda \| \| \| \| |
|              | Psychomorpha epimenis                                                            |
|              |                                                                                  |
|              | Psychomorpha euryrhoda                                                           |
|              |                                                                                  |

## Bildgalleri

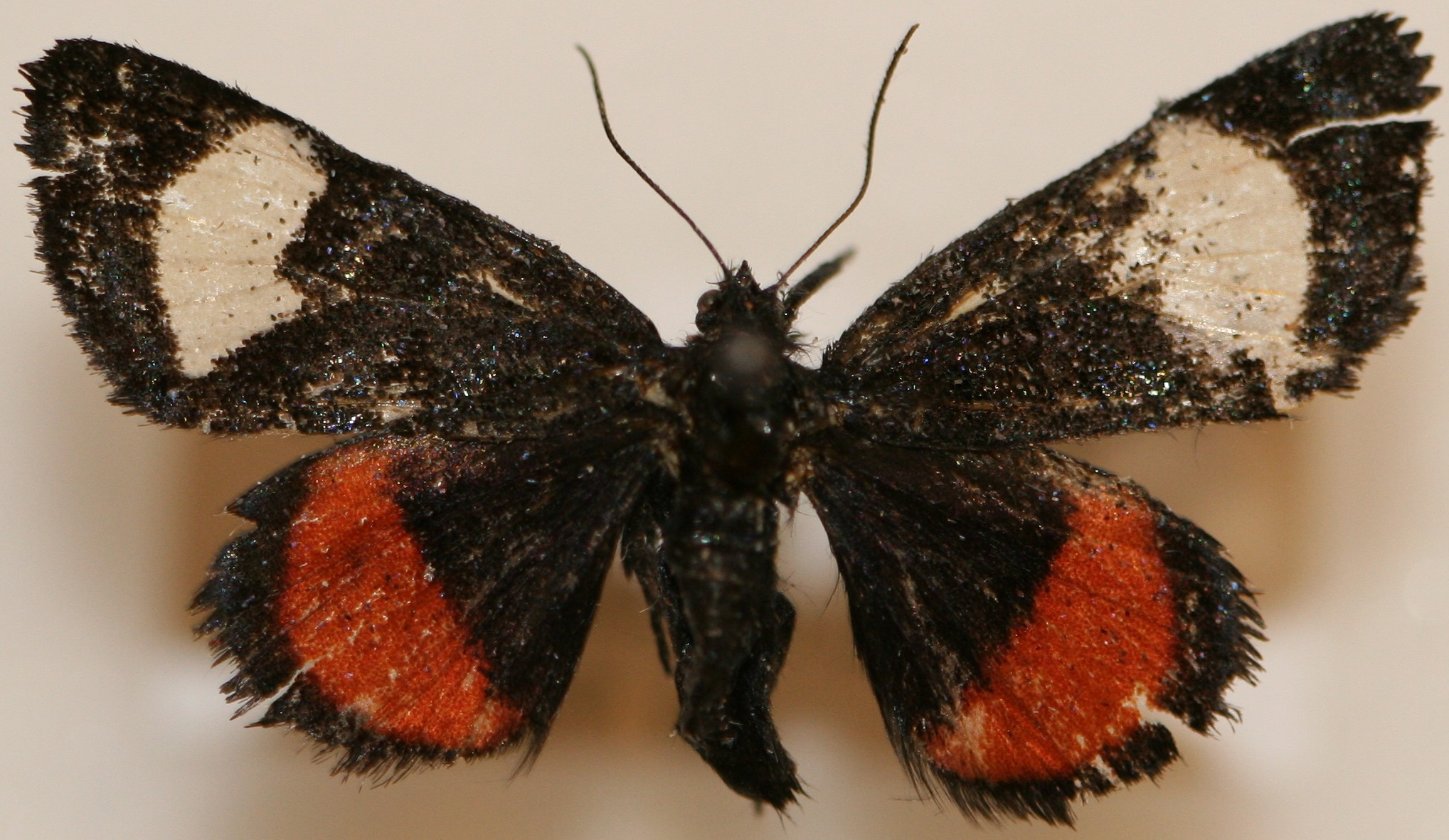